# Résistance helvétique
Résistance helvétique (RH) est un groupuscule identitaire suisse d'extrême droite fondé en 2014 et actif en Suisse romande.

## Historique
Le groupe est fondé en 2014, entre autres, par d'anciens partisans du parti d'extrême droite Parti des Suisses nationalistes (en allemand : Partei National Orientierter Schweizer, PNOS). Parmi les membres fondateurs figurent l'officier de milice Jimmy Dellea, ancien membre du PNOS, et David Rouiller, ancien combattant des Forces de défense du peuple (branche armée du Parti des travailleurs du Kurdistan ou PKK),.
David Rouiller fonde la section vaudoise du mouvement au début 2017, et en est le porte-parole jusqu'en 2019,,. Il aurait depuis lors quitté le groupe.
Le mouvement compterait une quarantaine de membres actifs en 2020 et loue un local à Aigle à partir de mai 2018, jusqu'à qu'ils en partent en octobre 2020 à cause des restrictions de rassemblement liées à la Covid-19, mais également parce que la commune avait réagi à la suite de la tenue de propos antisémites lors d'une conférence organisée par RH où était notamment invité Henry de Lesquen, ancien haut fonctionnaire condamné en France pour provocation à la haine et contestation de crimes contre l'humanité,,.

## Programme
La RH veut interdire l'ensemble des partis politiques, expulser tous les migrants, abolir le droit d'asile, ériger des barrières commerciales (comme empêcher l'importation de produits halal et kasher), ainsi que rendre illégaux l'avortement et l'euthanasie. Elle se manifeste publiquement par des « patrouilles de protection », portant des brassards rouges avec la croix suisse,, ainsi que par des manifestations en faveur du gouvernement du président syrien Bachar el-Assad et contre les musulmans.
Elle milite également contre le féminisme, les lesbiennes, gays, bisexuels et transgenres, ainsi que l'Union européenne, le communisme et l'Open Society Foundations ; est pour l'« abolition de la double nationalité », soutient la controverse sur la vaccination, et propage des thèses antisémites, mais utilise le « dog whistling », terme anglais désignant l'utilisation de messages d'apparence anodine destinés à échapper aux poursuites pénales.

## Relations avec d'autres groupes d'extrême droite
RH tisse des liens avec de nombreux autres mouvements identitaires européens, tels que le parti néofasciste italien CasaPound, le mouvement néofasciste français Bastion social et le parti néofasciste belge Mouvement Nation.